# Bioenergie

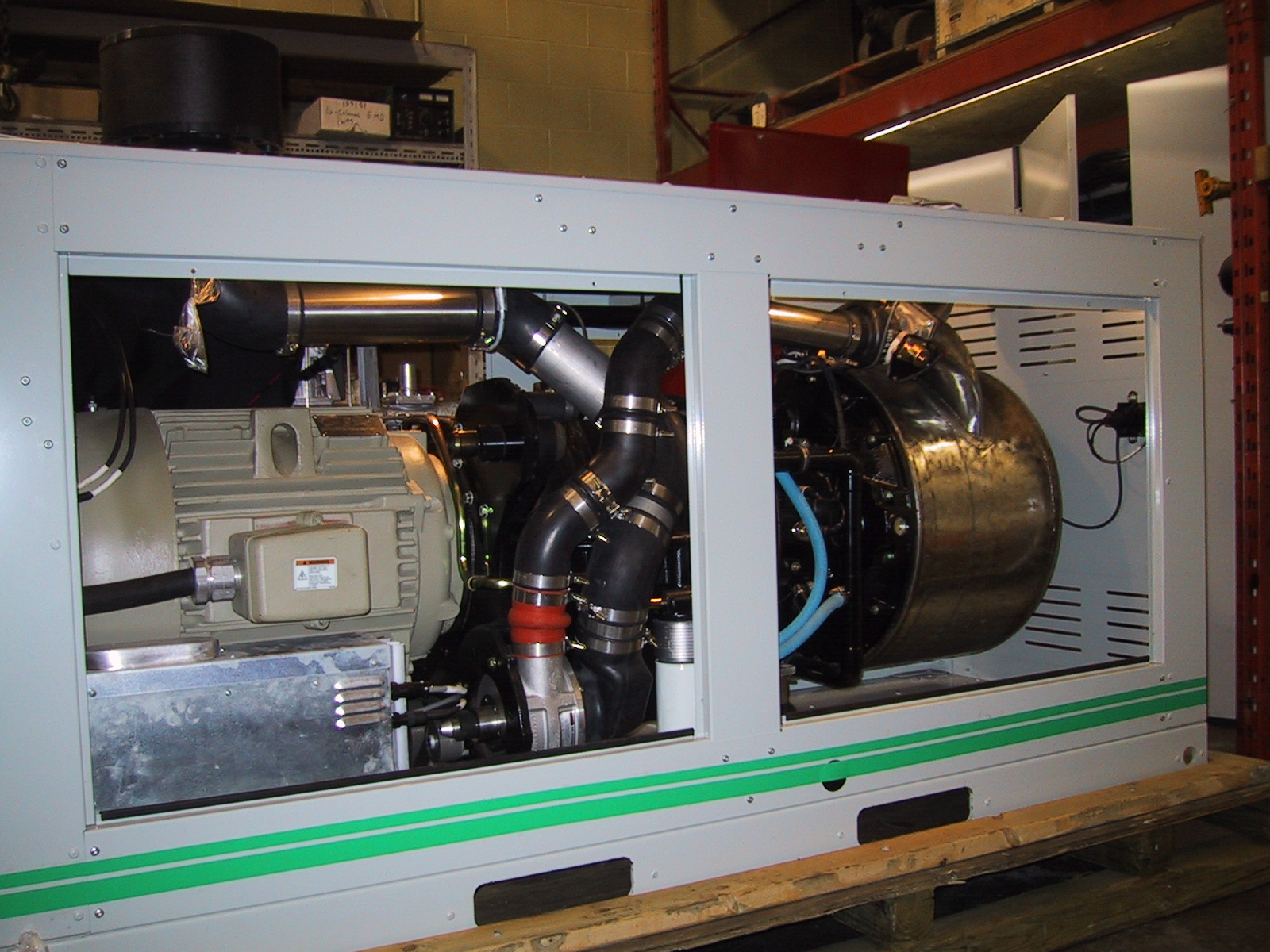
Stirlingův motor.

Bioenergie je obnovitelná energie, která vzniká uvolněním chemické energie ze surovin biologického původu. 
Tyto zdroje energie se označují jako biomasa. Z ní jsou vyráběny rozmanité typy biopaliv, např. dřevěná štěpka, dřevěné brikety, bioplyn, bioetanol, bionafta atd.